# Robert Crost
Robert Crost, né le 31 décembre 1924 à Buxy et mort le 2 décembre 1991 à Vichy, est un joueur français de basket-ball, évoluant au poste d'ailier.